# Christopher Wooh
Christopher Wooh (* 18. September 2001 in Louvres) ist ein französisch-kamerunischer Fußballspieler, der bei Stade Rennes unter Vertrag steht.

## Karriere

### Verein
Wooh begann seine fußballerische Ausbildung in seiner Geburtsstadt, beim Puiseaux-Louvres FC. 2010 wechselte er in die Jugend der US Chantilly. 2016 wechselte er zur AS Nancy. In der Saison 2018/19 spielte er siebenmal in der National 3 für die zweite Mannschaft. Zudem stand er einmal im Kader der ersten Mannschaft in der Ligue 2. Erst 2020/21 kam er erst wieder zu zwei Einsätzen für die Zweitmannschaft. Am 25. Spieltag wurde er kurz vor Schluss eingewechselt und debütierte für die Profis in der Ligue 2 gegen die USL Dunkerque. Gegen den Amiens SC schoss er bei einem 2:2-Unentschieden als Innenverteidiger einen Doppelpack und somit seine ersten beiden Profitore.
Im Sommer 2021 wechselte er in die Ligue 1 zum RC Lens. Gegen Stade Rennes stand er am 8. August (1. Spieltag) in der Startelf und debütierte somit für den Racing Club. Er war aber noch kein Stammspieler bei Lens und kam 2021/22 nur auf 14 Einsätze in der höchsten französischen Spielklasse. Nach nur einem Jahr verließ er Lens im September 2022 wieder und schloss sich Stade Rennes an.

### Nationalmannschaft
Wooh debütierte im Juni 2022 für die kamerunische Fußballnationalmannschaft im Afrika-Cup-Qualifikationsspiel gegen Burundi.